# Bubbelrev
Bubbelrev är en undervattensformation med ett utseende som kan likna en termitstack eller en stalagmit.

## Uppkomst
Bubbelrev uppstår när nedbrytning av biologiskt material långt under havsbottnen bildar metangas som letar sig uppåt genom sedimentlagren. Metanet fungerar då som föda för en bakterieflora varigenom kalkavlagringar avsätts i sedimentet och bildar hårda strukturer.

## Miljöpåverkan
Den bubblande gasen och mekanisk påverkan skapar en porositet och större hålrum i reven vilket är gynnsamt för en stor art- och individrikedom.

## Historik
Ett stadig flöde av ”oförklarliga” bubblor till havs har många gånger rapporterats av yrkesfiskare, men inte förrän runt år 1970 lyckades forskare återfinna sådana platser för att studera dem under kontrollerade förhållanden. Modern teknik såsom till exempel sonar och undervattensrobotar har underlättat upptäckt, kartläggning och videodokumentation av bubbelrev i alla världshav och insjöar där geologer bedömt dem som sannolika. Den pensionerade svenske marinbiologen Tomas Lundälv fick under 2010-talet Länsstyrelsens uppdrag att dokumentera bubbelrev i Kattegatt, efter att ha gjort motsvarande sporadiska iakttagelser under sitt yrkesliv vid Tjärnölaboratoriet.